# Гареж
Гареж је насељено мјесто у општини Вогошћа, Босна и Херцеговина.

## Становништво
|         | 2013.       | 1991.        |
| Укупно  | 22 (100,0%) | 76 (100,0%)  |
| Бошњаци | 22 (100,0%) | 76 (100,0%)1 |

1. 1 На пописима од 1971. до 1991. Бошњаци су пописивани углавном као Муслимани.